# Pa amb tomàquet
|  | No s'ha de confondre amb Pa amb oli. |

El pa amb tomàquet, pa amb tomaca, o pa amb tomata (a les Terres de Ponent i el Gironès) és una típica recepta de la cuina catalana i balear. Ha estat considerat el plat paradigmàtic de la cuina catalana. Consisteix en una llesca de pa sucat amb mig tomàquet madur i amanit amb oli d'oliva i sal.
Tradicionalment, menjat amb una arengada a sobre, era un àpat de pagès. Es pot acompanyar amb botifarres, fuet, pernil, formatges, anxoves o un altre peix adobat, o verdures rostides a la graella com l'escalivada. La base original solien ser les llesques de pa de pagès, però actualment s'utilitza també pa de barra.
El pa amb tomàquet ha assolit un cert reconeixement a Espanya com a "plat català".

## Origen
L'origen del pa amb tomàquet és el pa amb oli, que existeix a tota la mediterrània. De vegades és l'oli que es tira sobre la llesca de pa, torrada o no, o bé el pa amb el qual se suca l'oli, que sempre és d'oliva. A Catalunya, el mètode era el que es fa encara amb el pa amb oli, o pamboli, a les Balears, és a dir, tirar un raig d'oli sobre la llesca de pa. A més, a la cuina catalana ja existien nombroses receptes de pa preparat d'aquesta manera; el pa amb vi i sucre, per exemple, el pa amb la crema de la llet, amb xocolata, amb codonyat, etc.
El tomàquet va entrar a Europa a partir del segle xvi però no es va afegir al pa amb oli, que ja era tradicional, fins a uns dos segles més tard. Sí que existia ja en aquesta època la variant de pa torrat, fregat amb all i amanit amb oli. La primera referència directa escrita d'aquesta recepta apareix al segle xviii, amb el nom de panboli bo, al Modo de cuynar a la mallorquina de Jaume Martí Oliver.
Perquè fos pa amb tomàquet calia que el tomàquet fos present a la cuina catalana. Josep Lladonosa i Giró diu que la primera documentació d'això data del segle xviii. El cuiner, nascut l'any 1938, recorda que la seva àvia Júlia li havia explicat que ja els seus pares, és a dir, els besavis de Lladonosa, menjaven pa amb tomàquet. Amb més precisió, Nèstor Luján afirma que la primera referència escrita de pa amb tomàquet data de 1884 i segons la seva tesi s'hauria creat al món rural en un moment d'abundància de tomàquets, que es degueren aprofitar per a estovar el pa sec. Nèstor Luján explica que la implantació del pa amb tomàquet a Catalunya no té res a veure amb la immigració murciana vinguda a Barcelona per a l'Exposició de 1929 com havien volgut pretendre erròniament alguns autors.
Alguns autors, com Lladonosa, postulen que els plats simples i econòmics no han estat tradicionalment prou apreciats per a ésser escrits en receptaris, i menys encara quan la seva elaboració pot semblar evident. Això explicaria el poc coneixement escrit que es té sobre l'origen del pa amb tomàquet.

## Variants
A Catalunya, a les costellades es fa de vegades una variant amb pa torrat sobre les brases, que es frega primer amb mig grill d'all i a continuació es frega amb tomàquet i s'amaneix amb oli d'oliva. Fora de Catalunya però, alguns pensen erròniament que el pa torrat, o fins i tot l'all, formen part de la recepta ortodoxa i primitiva.
Als Països Catalans, inclosa Catalunya, també es menja de vegades pa amb oli, llesques de pa amanides amb oli d'oliva i lleugerament salades. El pa sucat amb oli d'oliva i sense tomàquet és molt típic a tota la Mediterrània, a vegades amb pa sense molla i d'altres és el pa el que se suca dins un bol amb oli en comptes d'amanir-lo amb un setrill.
El pa amb tomàquet és molt similar al pa amb oli mallorquí.
A Occitània, és popular el pan golçat (llesques de pa amb oli d'oliva, all i sal), a Itàlia la bruschetta, a Grècia el dakos (que es fa amb pa d'ordi sec sucat amb oli sobre el que es posa tomàquet ratllat i formatge esmicolat amb herbes).

## Plats diferents
A Catalunya no es considera pa amb tomàquet cap preparació feta amb tomàquet prèviament ratllat, i encara menys si aquest està ja barrejat i marinat amb productes diversos com olis d'oliva o no, all trinxat, julivert, etc. Tampoc no és el pa untat amb salsa de tomàquet, ni amb sofregit ni amb concentrat de tomàquet.
Una llesca de pa, normalment de pagès, torrat, amanida i amb coses damunt, a Catalunya és una torrada, i es considera una preparació diferent que el pa amb tomàquet, que és sense torrar. De la mateixa manera, un entrepà pot tenir tomàquet a la manera del pa amb tomàquet. La torrada més senzilla pot ser "de pa amb tomàquet", és a dir que tingui tomàquet fregat al damunt i oli d'oliva, o fins i tot sense tomàquet. Altres molt habituals tenen escalivada i anxoves, per exemple, allioli, pernil, botifarra, tonyina, etc.
Com a pa amanit, s'assembla a una altra especialitat catalana, la coca, especialment la de recapte; ambdues preparacions tenen una base de pa i s'amaneixen amb oli d'oliva, però la coca de recapte té verdures prèviament cuites o no, que es couen al forn sobre la massa de pa encara crua, i a més de vegades altres ingredients (peix, carn) i no es frega amb tomàquet. Aquestes similituds, base de pa i amanit amb oli d'oliva, és comú a la majoria de coques salades i preparacions mediterrànies de la família de les coques.
A Cotlliure, el pa es pot untar amb anxovada, una salsa amb anxova i tomàquet. A la costa mediterrània d'Occitània, existeix l'anchoiada, una salsa pareguda a l'anxovada però sense tomàquet, que encara té menys en comú, tot i ser també bona, amb el pa amb tomàquet.

## Curiositats
- Els oriünds de Pedreguer reben el malnom de "patomaques" a la Marina Alta.
- El 2001 es va fer la primera Fira del pa amb tomàquet a Santa Coloma de Farners.[7]
- El 2007, la Fundació Institut Català de la Cuina (FICC), depenent de la Generalitat de Catalunya, va crear amb la fundació ALÍCIA les Rutes del Pa amb Tomàquet, per a promoure els productes agroalimentaris catalans i la gastronomia catalana.[4]

## Galeria

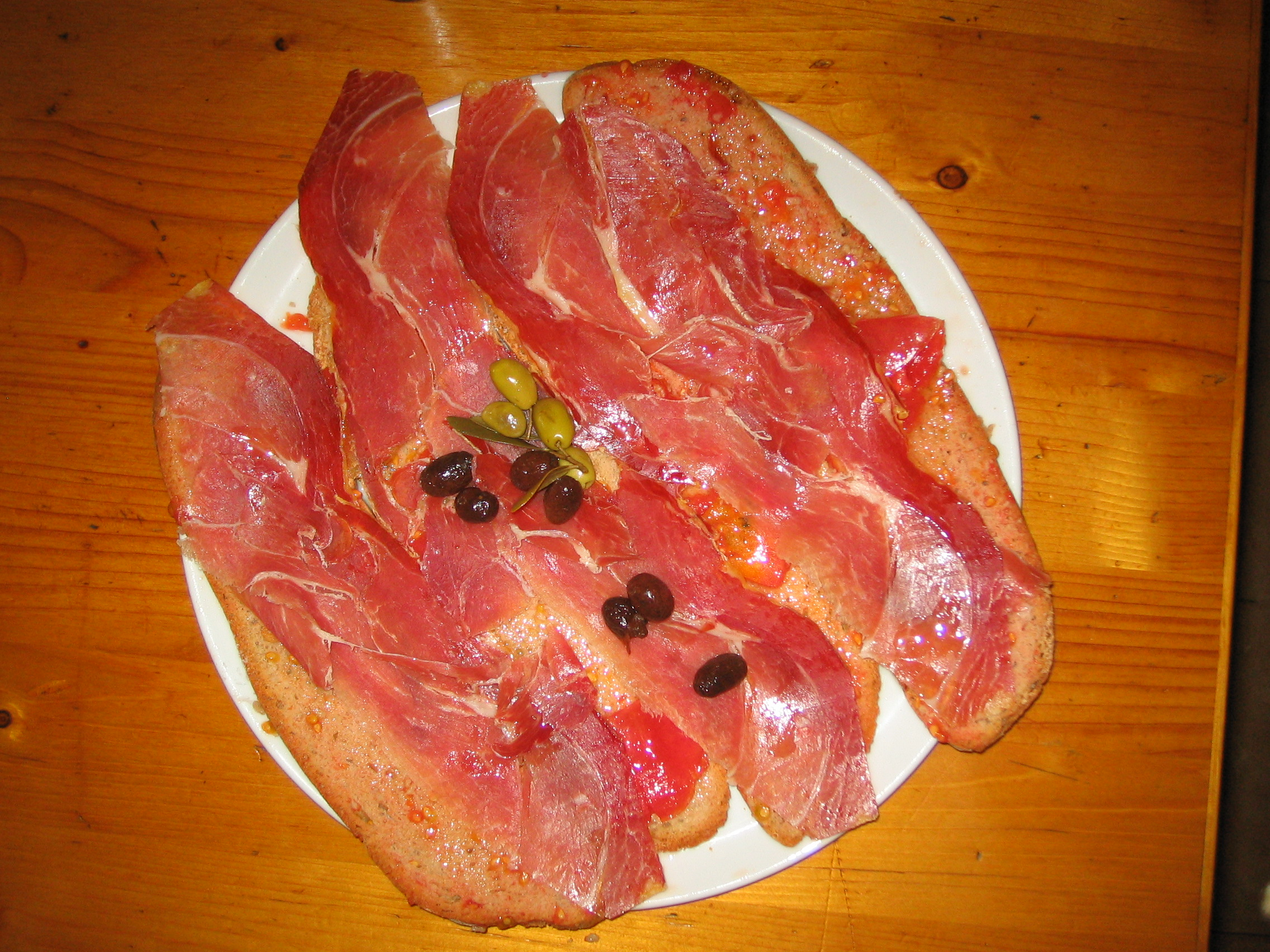
Pa amb tomàquet amb pernil
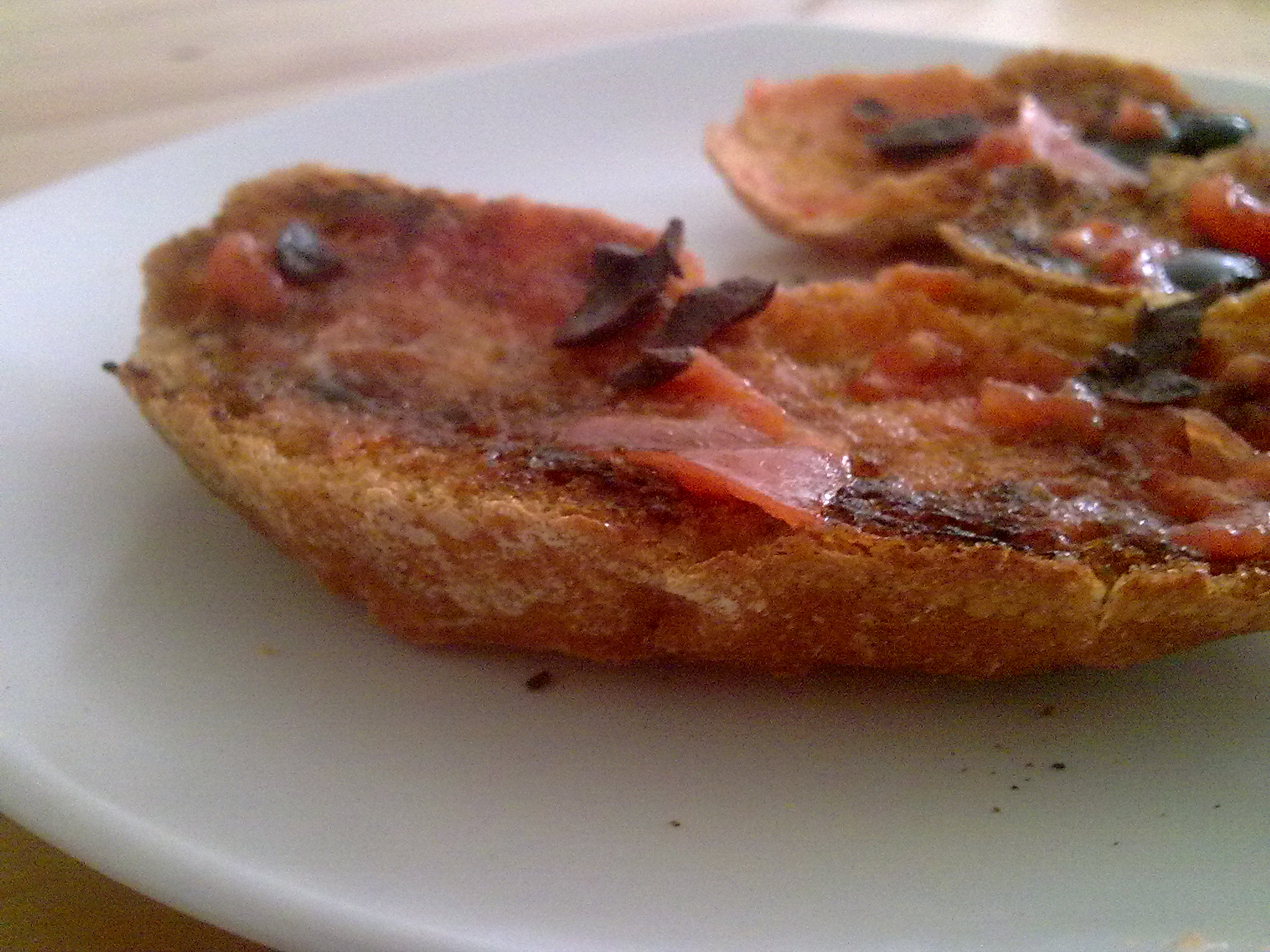
Amb olives
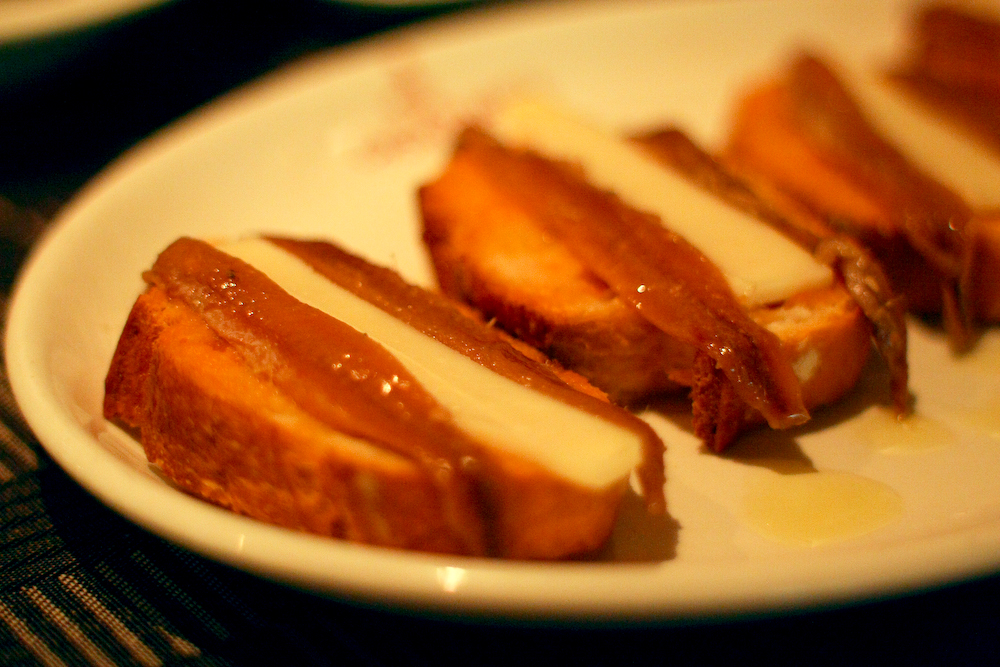
Amb anxoves
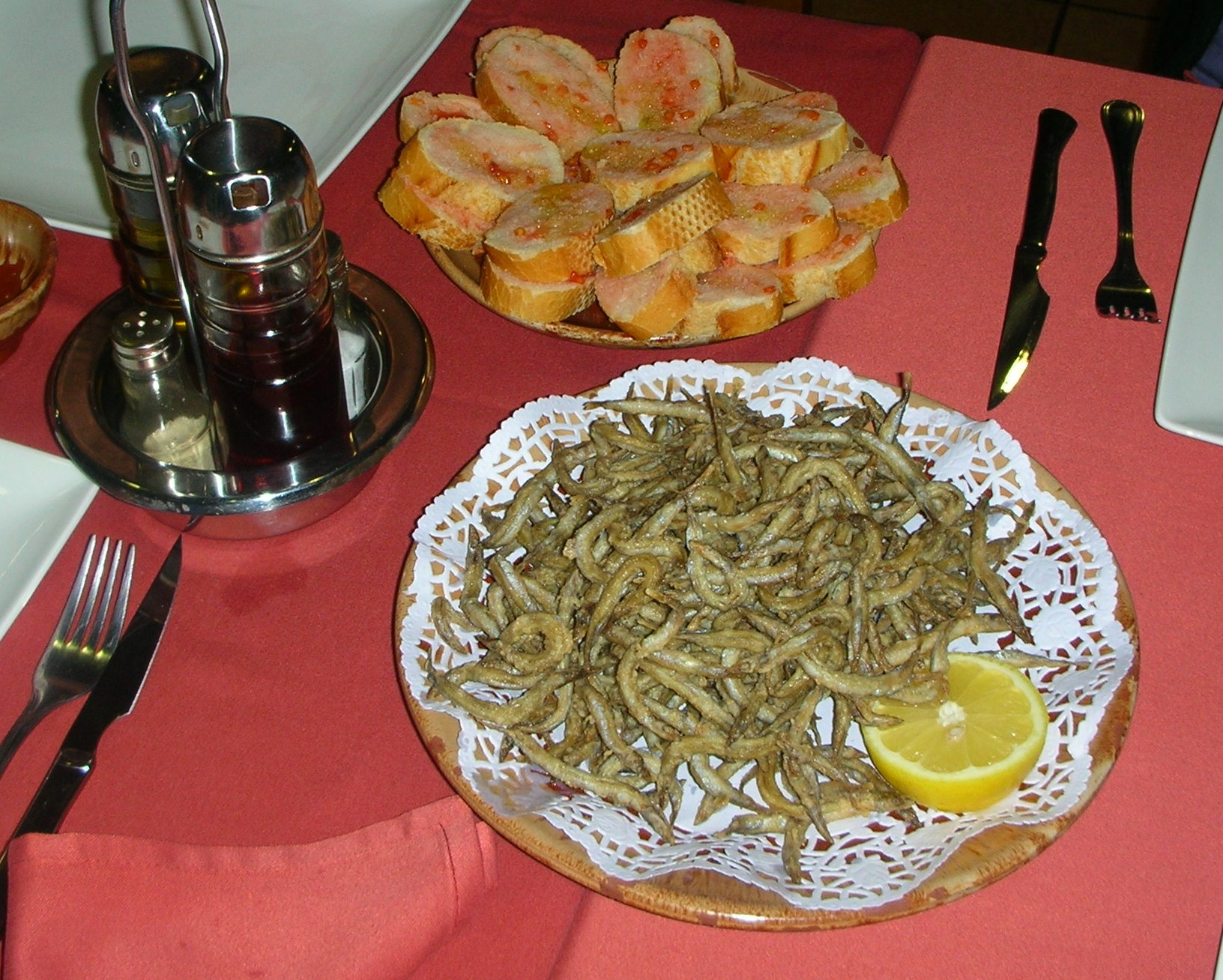
Sonsos amb pa amb tomàquet
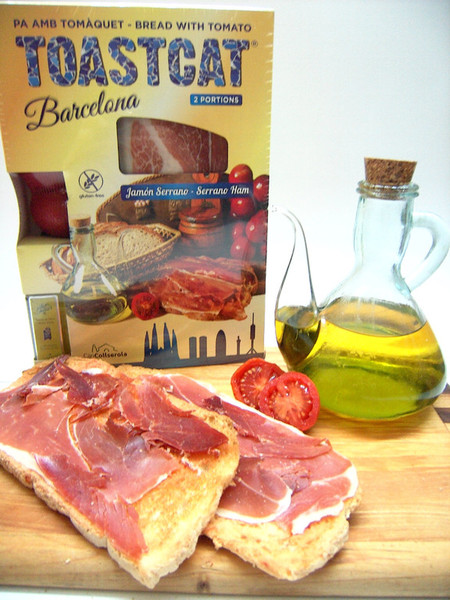
Kit de pa amb tomàquet
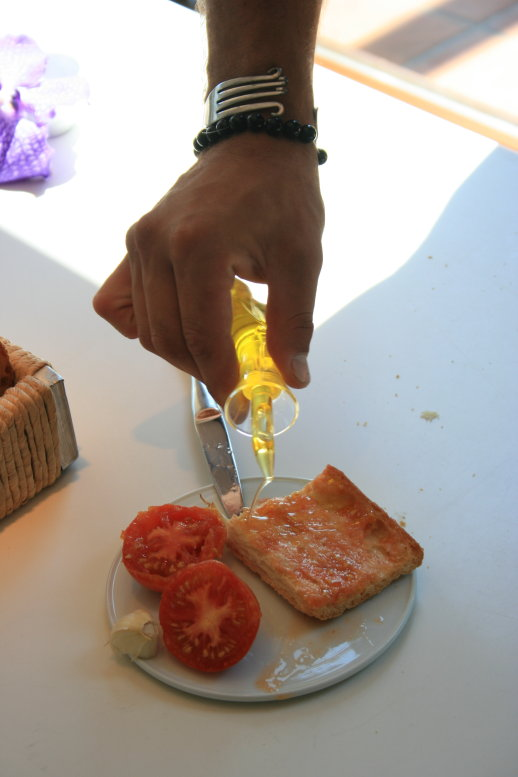
Afegint-hi oli
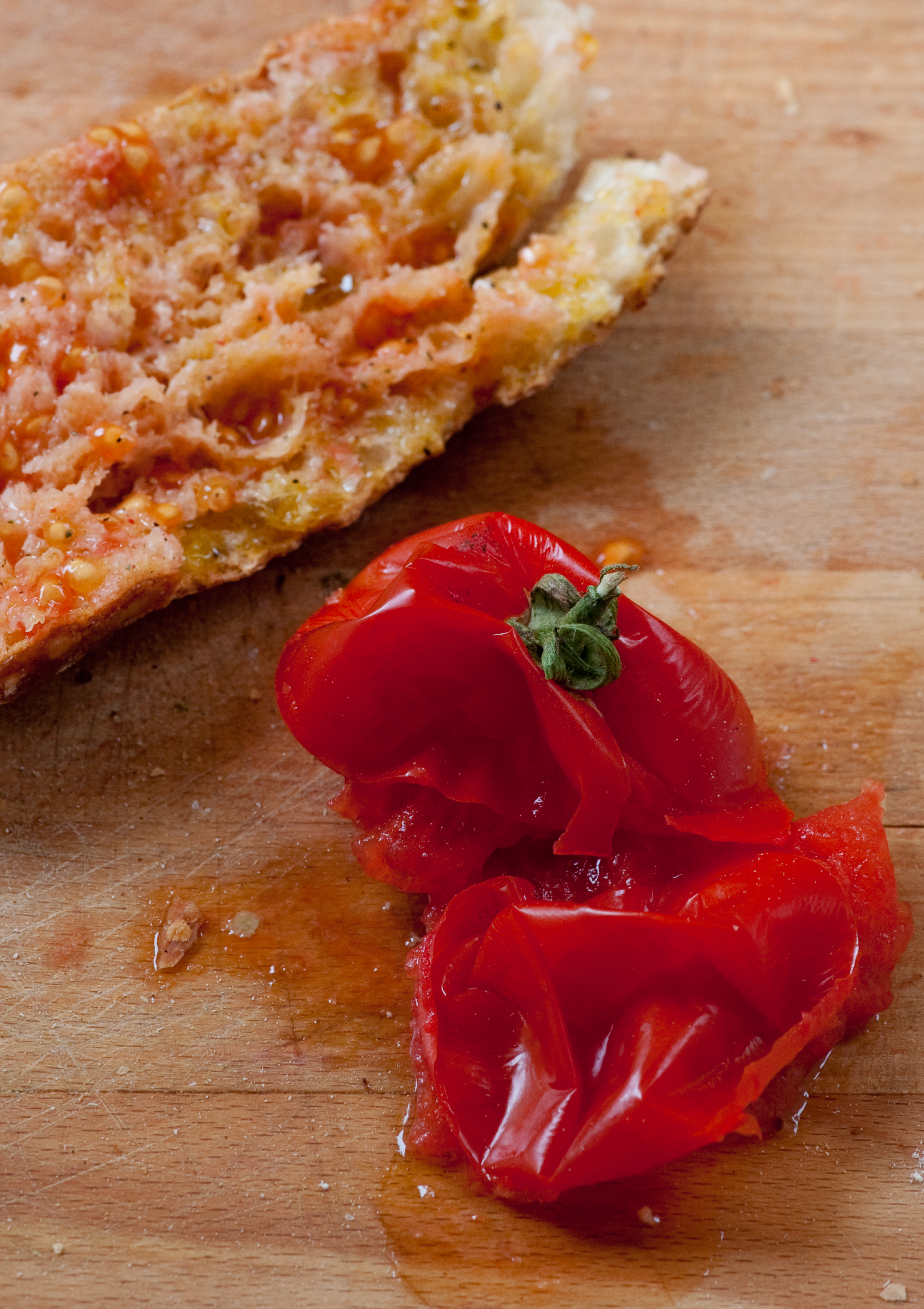
Tomàquet deprés del seu ús
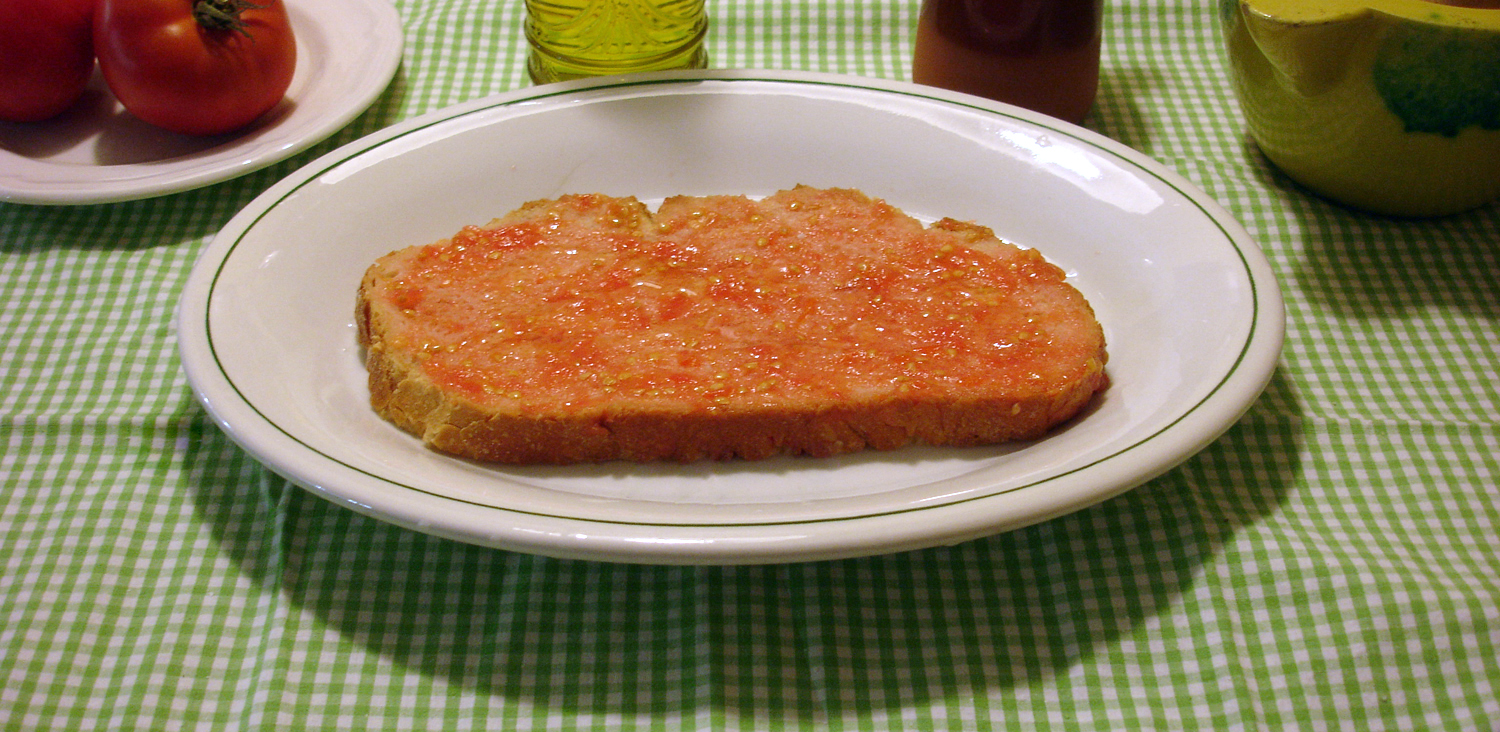
Pa amb tomàquet
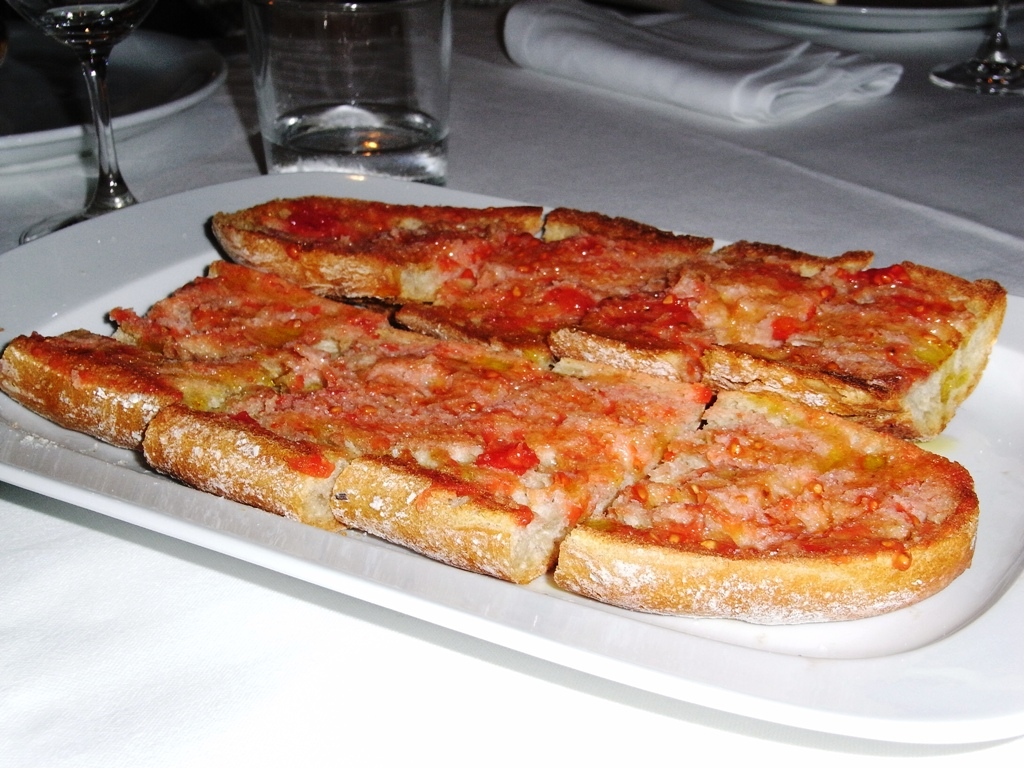
Safata de pa amb tomàquet
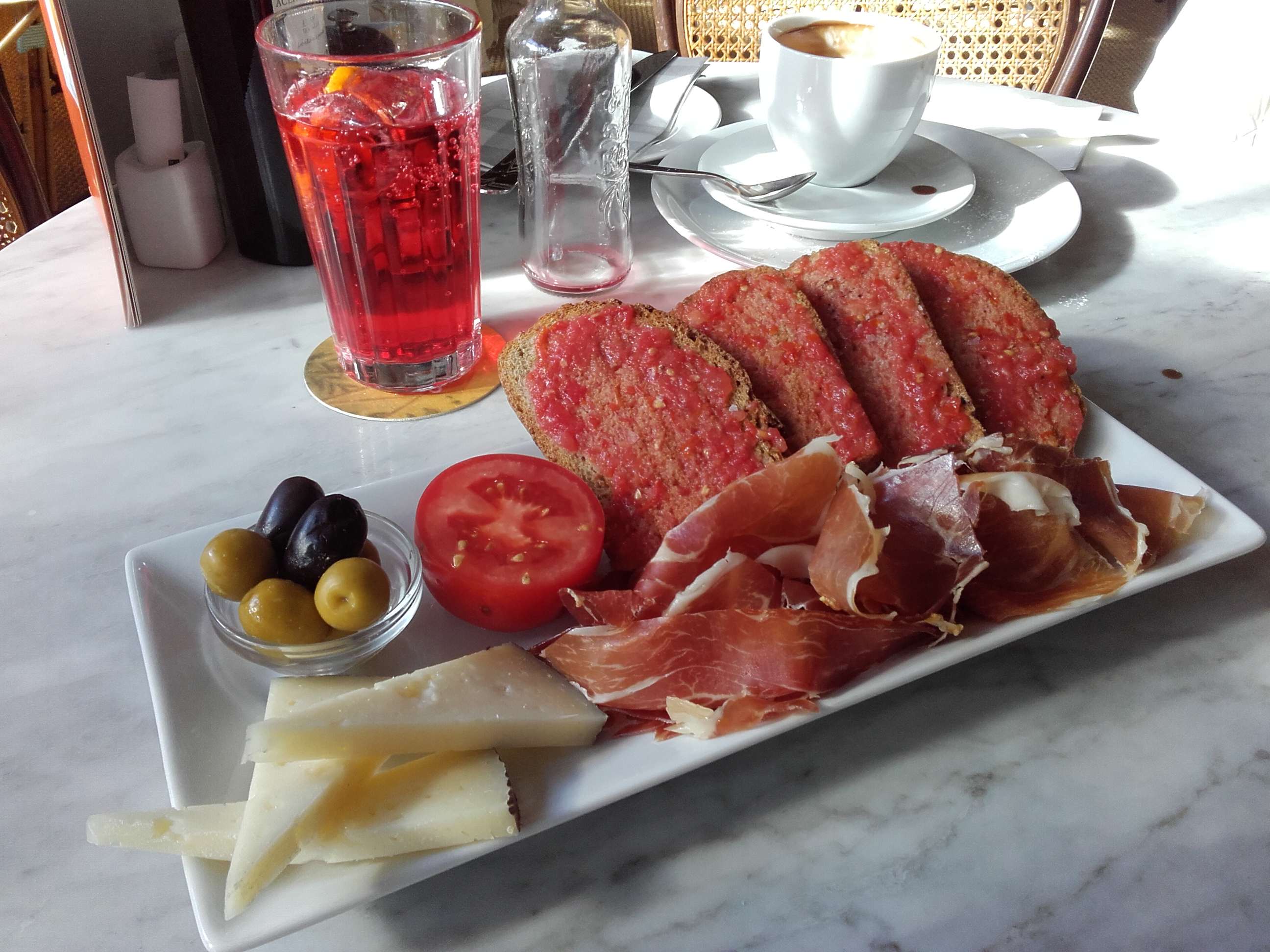
Pa amb tomàquet amb pernil i formatge
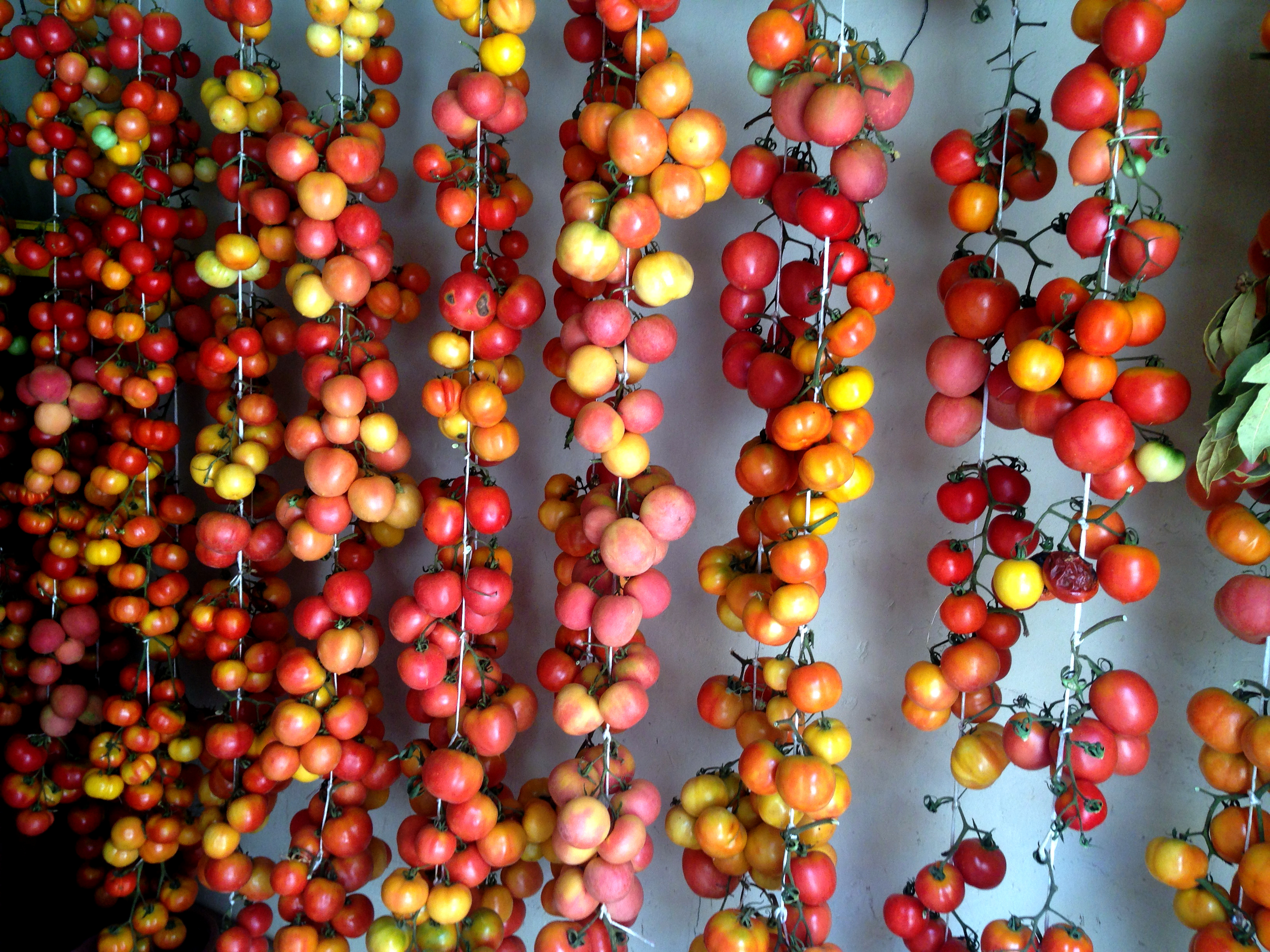
Enfilalls de tomàquets de penjar, adequats per a sucar pa